# Mare Frigoris

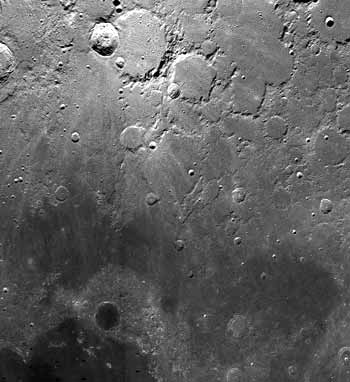
Mare Frigoris. Tmavý kráter ve spodní části je Plato.

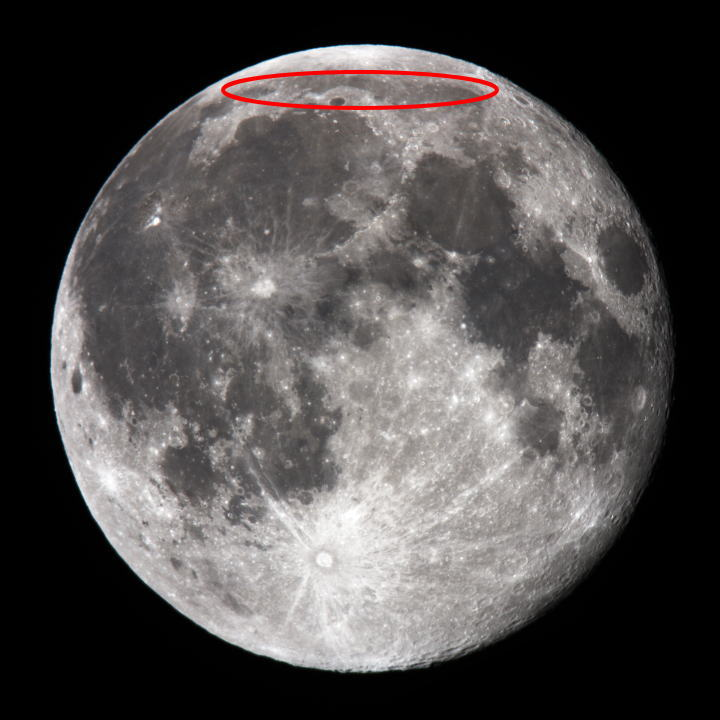
Poloha Mare Frigoris.

Mare Frigoris (česky Moře chladu nebo Moře mrazu) je měsíční moře rozkládající se na severu přivrácené strany Měsíce (severně od Mare Imbrium (Moře dešťů), Mare Serenitatis (Moře jasu) a kráteru Plato). V jeho východní části leží výrazný kráter Aristoteles se sousedícím Mitchellem, v západní se stýká se Zálivem rosy (Sinus Roris) . U severního okraje leží krátery Timaeus a Archytas. Část jižního okraje lemuje brázda Rima Archytas a terén přecházející v pohoří Montes Alpes (Alpy).

## Mare Frigoris v kultuře

Poloha Mare Frigoris a ostatních moří.

- Hal Clement Mare Frigoris zmínil ve své vědeckofantastické povídce „Mít tak s sebou prachovku...“.[2]
- Mare Frigoris se objevilo ve druhé epizodě vědeckofantastické minisérie stanice BBC z roku 1973 Moonbase 3.
- Mare Frigoris byl i název zaniklé americké black metalové kapely z Illinois v USA.[3]